# Молини (Бергамо)
Молини је насеље у Италији у округу Бергамо, региону Ломбардија.
Према процени из 2011. у насељу је живело 77 становника. Насеље се налази на надморској висини од 647 м.